# Elodie Glerum
 (avril 2025).
L'article doit être relu — et modifié si nécessaire — par des contributeurs indépendants pour apporter un regard critique aux contributions effectuées en violation des conditions d'utilisation de Wikipédia, tant sur la forme (notamment concernant le style encyclopédique, la proportionnalité) que sur le fond (la neutralité de point de vue, la qualité et l'indépendance des sources).
Œuvres principales
- La belle époque (2016)
- Erasmus (2018)
- La constellation des naufrages (2018)
- L'allumette de Pandore (2024)

Elodie Glerum, née à Vevey en 1989, est une autrice, librettiste et traductrice suisse et néerlandaise.

## Biographie
Née à Vevey, Elodie Glerum est diplômée des universités de Lausanne et d'Amsterdam. Elle a grandi dans la région de Vevey.
En 2016, elle publie son premier livre La belle époque aux éditions Paulette. En 2018 paraissent Erasmus aux éditions d'autre part, et La Constellation des Naufrages aux Éditions L'Âge d'Homme. Ce roman traite de harcèlement scolaire en adoptant le point de vue des bourreaux présumés. En 2024, L'allumette de Pandore paraît aux éditions La Veilleuse,,. 
En 2022 paraît aux Éditions Favre Le carnotzet mystère: Aventures de M. Sinistre, co-écrit avec Guy Chevalley. Le livre se présente sous un format bilingue français-allemand avec une traduction de Sabrina Schärli. Cette parodie de roman policier a d’abord vu le jour en tant que feuilleton littéraire commandé par la Commission artistique de la Vaudoise Assurances et diffusé en interne au personnel confiné de l’entreprise lors de la pandémie de Covid-19,.
En tant que librettiste, elle œuvre régulièrement au côté du compositeur Manuel Sánchez García, avec lequel elle réside à la Fondation Jan Michalski en 2020,. Elle est la librettiste de son opéra Golem dont une version courte est interprétée en 2023 dans le cadre de l’O. Festival de Rotterdam avec Edu Rojas et Irene Sorozábal dans les rôles principaux.
En 2012 elle co-fonde le Collectif AJAR avec lequel elle collabore jusqu'en 2022. Avec l'AJAR, elle co-écrit Vivre près des tilleuls paru aux Éditions Flammarion en 2016,,,.
Elle reçoit une bourse de création littéraire 2018 de Pro Helvetia. Elle est lauréate d'une bourse culturelle de la Fondation Leenaards 2022.

### En collectif
- Avec le collectif AJAR, Vivre près des tilleuls, Paris, Flammarion, 2016 (ISBN: 978-2-08-138919-9)
- Avec Guy Chevalley, Le carnotzet mystère: Aventures de M. Sinistre, Lausanne, Favre, 2022 (ISBN: 978-2-8289-2049-4)